# 요시미촌 (사이타마현 오사토군)
요시미촌(吉見村)은 사이타마현 오사토군에 있던 촌이다. 현재의 구마가야시 남부에 해당한다.
1955년에 이치다촌과 합병해 오사토촌이 되어 소멸했다. 촌명의 이름은 이 지역을 가미요시미령이라고 불렀던 데서 유래한다.

## 역사
- 1889년 4월 1일 - 정촌제 시행에 수반해 오사토군 요시미촌이 성립하였다.
- 1955년 1월 1일 - 이치다촌과 합병해, 오사토촌이 되어, 오아자 오사토촌 요시미로 계승되었다.

## 참고문헌
- 「角川日本地名大辞典」編纂委員会『角川日本地名大辞典 11 埼玉県』角川書店、1980年7月8日。ISBN 4040011104。